# Melychiopharis
Genre
Melychiopharis est un genre d'araignées aranéomorphes de la famille des Araneidae.

## Distribution
Les espèces de ce genre se rencontrent au Brésil, en Équateur et au Pérou.

## Liste des espèces
Selon World Spider Catalog (version 25.5, 14/01/2025) :
- Melychiopharis bibendum Brescovit, Santos & Leite, 2011
- Melychiopharis cynips Simon, 1895
- Melychiopharis davincii Dupérré & Tapia, 2024
- Melychiopharis komischetier Dupérré & Tapia, 2024
- Melychiopharis peruviana Eskov & Marusik, 2024

## Systématique et taxinomie
Ce genre a été décrit par Simon en 1895 dans les Argiopidae. Il est placé dans les Theridiidae par Levi en 2002 puis dans les Araneidae par Santos, Brescovit et Levi en 2005.

## Publication originale
- Simon, 1895 : Histoire naturelle des araignées. Paris, vol. 1, p. 761-1084 (texte intégral).